# Erick Flores
Erick Flores Bonfim, auch Erick Flores, (* 30. April 1989 in Rio de Janeiro) ist ein brasilianischer Fußballspieler. Er wird auf der Position eines linken Stürmers eingesetzt. Alternativ spielt er auch als offensiver Mittelfeldspieler.

## Karriere
Flores startete seine Laufbahn im Nachwuchsbereich vom CR Flamengo. Hier schaffte er 2008 den Sprung in den Profikader. Im Alter von 19 Jahren unterzeichnete er seinen ersten Profivertrag bis zum 31. Dezember 2012. Sein Debüt gab er als Einwechselspieler in der Série A der Saison 2008 am 9. Juli 2008 auswärts bei Atlético Mineiro. Im Zuge des Gewinns des fünften Meistertitels trat er in der Série A 2009 in acht Spielen an.
Nach zwei Spielen in der Staatsmeisterschaft 2010 mit Flamengo wurde Flores an den Ceará SC ausgeliehen, mit welchem er in Spielen im Pokal und der Série A antrat. Bereits im August des Jahres folgte eine weitere Leihe. Flores kam zum Náutico Capibaribe in die Série B. Nach dem Ende der Leihe kehrte Flores nicht mehr zu Flamengo zurück. Dieses blieb so bis Ende 2013.
2014 wechselte Flores das erste Mal nicht als Leihgabe zum São Bernardo FC. Zur Meisterschaftssaison 2014 unterzeichnete Flores einen Vertrag beim Série C Klub Fortaleza EC. Nach dem Ende des Wettbewerbs im November wurde Flores wieder entlassen.
Anfang 2015 ging er zum Boavista SC, wo er während er während seiner Leihphase bereits zweimal spielte. Hier blieb er wieder für die Austragung der Staatsmeisterschaft. Nachdem Flores danach zunächst wieder ohne Kontrakt war, erhielt er ein Angebot aus Albanien. Er kam zum FK Kukësi. Für die Nordalbaner gab Flores sein Debüt auf internationaler Klubebene: In der UEFA Europa League 2015/16 bestritt er für den Klub fünf Spiele, das erste Spiel in der ersten Qualifikationsrunde am 2. Juli 2015 gegen den FK Tarpeda-BelAS Schodsina. In dem Pokal erzielte er sein erstes Tor auf der Ebene. Im Rückspiel am 23. Juli gegen den FK Mladost Podgorica in der zweiten Qualifikationsrunde traf er in der 32. Minute zur zwischenzeitlichen 3:1-Führung (Endstand-4:2). In der Liga kam er für Kukësi zu sechs Einsätzen und kehrte nach der Saison 2015/16 nach Brasilien zurück.
Flores unterzeichnete im August 2016 erneut einen Vertrag bei Boavista. In dem Jahr zu keinen Einsätzen. Zur Saison 2017 trat Flores für Boavista in der Staatsmeisterschaft an und wurde zur Meisterschaft an den Criciúma EC in die Série B ausgeliehen. 2018 lief für Flores wie 2017, zunächst Einsatz bei Boavista in der Staatsmeisterschaft und anschließende Leihe. Seine nächste Station wurde der Brasiliense FC.
Mit Auslaufen des Vertrages bei Boavista Ende 2018, wechselte Flores fest zu Brasiliense. Bereits nach Ende der Staatsmeisterschaft 2019, kehrte er wieder zu Boavista zurück. Zur Austragung der Série C wurde Flores im August 2020 an den Volta Redonda FC ausgeliehen. Zur Austragung der Staatsmeisterschaft stand Flores wieder im Kader von Boavista. Die nationale Meisterschaft verbrachte er danach als Leihe beim Clube do Remo in der Série B 2021. Im Dezember des Jahres verlängerte Remo den Kontrakte mit ihm.
Im August 2022 ging Flores erneut nach Albanien zum KS Flamurtari Vlora. Nach Abschluss der Saison 2022/23 kehrte er in seine Heimat zurück und schloss sich dem Rio Branco AC an. Mit diesem trat er in sieben Spielen im Staatspokal von Santa Catarina an. Zum Start in Saison 2024 wurde Flores anfangs erneut von Boavista unter Vertrag genommen und in der Folge von weiteren unterklassigen Klubs.

## Trivia
Im August 2020 wurde Flores während eines Trainings bei Volta Reddonda verhaftet. Grund waren nicht bezahlte Unterhaltszahlungen. Er wurde zunächst zur Polizeiwache gebracht und anschließend unter Hausarrest gestellt. Diesen verbrachte im Hauptquartier des Klubs, wo er seit seinem Wechsel wohnte.

## Erfolge
Flamengo
- Taça Rio: 2009
- Staatsmeisterschaft von Rio de Janeiro: 2009
- Campeonato Brasileiro de Futebol: 2009

Clube do Remo
- Copa Verde: 2021